# Din darul magilor 5 – In memoriam Valeriu Sterian
Din darul magilor 5 – In memoriam Valeriu Sterian este o compilație lansată în decembrie 2000 ce conține cântece din repertoriul lui Valeriu Sterian, în interpretarea altor muzicieni români din diverse sfere muzicale: folk, pop, jazz, blues sau reggae. Albumul face parte din seria de compilații Din darul magilor, lansată de Fundația Culturală Phoenix începând cu anul 1995, în preajma sărbătorilor de iarnă. Al cincilea volum al seriei este dedicat în întregime cantautorului Vali Sterian, stins din viață în septembrie 2000. În prealabil, două piese ale artistului au fost incluse în această serie discografică: „Un cântec” (pe primul volum, în 1995), respectiv „Pudică speranță” (pe volumul al treilea, în 1997). Materialul de față debutează cu piesa „Nopți”, în varianta originală din 1990, și se încheie cu „Rugă”, în varianta interpretată împreună cu corul de copii „Greierașul” (reluată de pe discul omonim din 1998). Alexandru Andrieș este prezent cu două reorchestrări inedite, în stil jazz, după melodiile „Te port în gând” și „Exercițiu”. Discul include și ultima compoziție a lui Sterian, „O șansă mereu”, cu orchestrația originală realizată de artist. Lansarea a avut loc în cadrul unui concert susținut la Sala Palatului din București.

## Piese
1. Nopți (Valeriu Sterian)
2. Bun găsit (Dinu Olărașu)
3. Te port în gând (Alexandru Andrieș)
4. Fericire (Marcela Buruian)
5. Cântec de leagăn (Doru Stănculescu)
6. Pariu pe o lacrimă (Narcisa Suciu)
7. Rubedenii (Bambi)
8. Viață duplicitară (Ilie Vorvoreanu)
9. Ploaia (Silvia Ștefănescu)
10. Anotimpuri (Marcela Buruian)
11. În al nouălea cer (Mircea Bodolan)
12. Amintire cu haiduci (Mircea Baniciu)
13. Cântec de oameni (Cristian Pațurcă)
14. Exercițiu (Alexandru Andrieș)
15. Axioma copiilor (El Negro)
16. O șansă mereu (Silvia Ștefănescu, Marcela Buruian, Ramona Negrea)
17. Rugă (Victor Socaciu)
18. Rugă (Corul de copii „Greierașul”)

Muzică: Valeriu Sterian și Carmen Marin (1); Valeriu Sterian (2-18)

Versuri: Valeriu Sterian și Carmen Marin (1); Valeriu Sterian (2-14, 16); George Țărnea (15); Corneliu Coposu (17, 18)

## Personal
- Valeriu Sterian – voce (1); chitară, orchestrație (1, 16, 18); percuție, claviaturi (16)
- Bent Bredesen – chitară (1)
- Rune Haukum – bas (1)
- Tore Wildhauer – tobe (1)
- Terje Tranaas – claviaturi (1)
- Dinu Olărașu – voce, chitară (2)
- Alexandru Andrieș – voce, chitară, orchestrație (3, 14)
- Maria Ioana Mîntulescu – voce (3)
- Cristian Soleanu – saxofon (3, 14)
- Oliver Sterian – percuție (3, 14)
- Eugen Tegu – bas (3, 14)
- Mircea Tiberian – pian (3, 14)
- Tudy Zaharescu – tobe (3, 14)
- Marcela Buruian – voce (4, 5, 10, 16)
- Petre Cotarcea – claviaturi, orchestrație (4, 5, 6, 9, 10)
- Doru Stănculescu – voce (5)
- Narcisa Suciu – voce (6)
- Bambi: Raluca și Denisa Tănase – voce (7)
- Vlady Cnejevici – claviaturi, orchestrație (7, 11, 13)
- Ilie Vorvoreanu – voce, chitară, claviaturi, orchestrație (8)
- Silvia Ștefănescu – voce (9, 16)
- Mircea Bodolan – voce (11)
- Mircea Baniciu – voce, chitară, claviaturi, orchestrație (12)
- Cristian Pațurcă – voce, chitară (13)
- El Negro: Bogdan Negroiu – voce; Stevie Bass – percuție; Alexandru Burcea – trompetă; Cornel Ene – trombon; Laurențiu Ștefan – tobe; Traian Olinici – chitară; Gabi Mitran – bas (15)
- Ramona Negrea – voce (16)
- Victor Socaciu – voce, chitară, claviaturi, orchestrație (17)
- Corul de copii „Greierașul” – dirijor Daniela Tudorăncescu (18)

Mastering: Studioul „S.V. Real Sound”. Grafică: Alexandru Andrieș – Black Crow Music Productions. Foto: Adrian Grigoriu, Eduard Ungureanu, Alexandru Andrieș. DTP, Prepress: Cristian Anton. Editor și producător: Fundația Phoenix, 2000.